# Jean-Marie Berthier
Pour les articles homonymes, voir Berthier.
Jean-Marie Berthier est un poète français né le 25 juin 1940 et mort le 8 août 2017.

## Œuvres
- Une image un cri, Vientiane, Laos, Éditions Vithagna, 1974, 133 p.
- La Traversée des pierres, Mortemart, France, Rougerie Éditions, 1991, 74 p. (BNF 35490565)
- Les Arbres de passage, Périgueux, France, Éditions Fanlac, 1993, 36 p.  (ISBN 2-86577-164-4)[2]
- D’étoiles et d’acacias, encres de Mechtilt, Périgueux, France, Éditions Fanlac, 1993, 80 p.  (ISBN 2-86577-201-2)
- Le Guetteur est aveugle, Mortemart, France, Rougerie Éditions, 1997, 82 p.  (ISBN 2-85668-015-1)
- Dans le jardin des dieux abattus, Périgueux, France, Éditions Fanlac, 2001, 60 p.  (ISBN 2-86577-219-5)
- Les Mots du jour et de la nuit, Bourg-Saint-Maurice, Impr. l’Edelweiss, 2007, 205 p.  (ISBN 978-2-907984-21-8)
- Attente très belle de mon attente, Saint-Brieuc, France, Éditions MLD, 2009, 155 p.  (ISBN 978-2-917116-10-4)

- Prix François Coppée 2010 de l'Académie française
- Une pierre dans un champ de lin bleu : carnets de voyage, Bourg-Saint-Maurice, Impr. l’Edelweiss, 2010, 109 p.  (ISBN 978-2-907984-36-2)
- Jean-Marie Berthier : portrait, bibliographie, anthologie, Paris, Éditions Le Nouvel Athanor, coll. « Poètes trop effacés », 2011, 113 p.  (ISBN 978-2-35623-019-5)
- Pourtant si beau, encres de Florian Marco, Limoges, France, Éditions Le bruit des autres, 2013, 89 p.  (ISBN 978-2-35652-090-6)

## Pour approfondir